# Prospalta acrosphena
Prospalta acrosphena är en fjärilsart som beskrevs av Turner 1943. Prospalta acrosphena ingår i släktet Prospalta och familjen nattflyn. Inga underarter finns listade i Catalogue of Life.